# کارل هاینز کمپ
کارل هاینز کمپ (انگلیسی: Karl-Heinz Kamp؛ زادهٔ ۲۶ سپتامبر ۱۹۴۶) بازیکن فوتبال اهل آلمان است.
از باشگاه‌هایی که در آن بازی کرده‌است می‌توان به باشگاه فوتبال گروتر فورث و باشگاه ورزشی وردر برمن اشاره کرد.